# ビクトル・フォン・ゲルデンハイム
ビクトル・フォン・ゲルデンハイム (Victor von Gerdenheim) は、カプコンの2D対戦型格闘ゲーム『ヴァンパイア』シリーズに登場する架空のキャラクター。

## キャラクター設定
ビクトル・フォン・ゲルデンハイム博士の、人の手で生命を作り出すという神をも恐れぬ実験により生み出された人造人間。博士は人との接点を断ち、30年の間研究に没頭してきた。ある嵐の夜、博士宅に落ちた一筋の雷光により、その実験は成功し人造人間は起動した。しかし、同時にその雷光は博士を絶命させた。ビクトルは父である博士の死を理解できず、父に己の力を認めてもらうという無邪気で純粋な欲望のために戦いの旅に出る。
初代『ヴァンパイア』のエンディングでは、ダークストーカーズとの戦いの果てに最強であることを証明したが、すでに亡骸となった博士は何も語りかけてはくれない。そこに現れた、博士の娘を名乗る少女「エミリー」と共に幸せに暮らす。しかし、『ハンター』ではエミリーも博士によって造り出された人造人間であったことが発覚、動かなくなったエミリーの再起動のために嵐を待ち続けるという展開になる。そして『セイヴァー』では、「全ての魂よ一つに還れ」というジェダの囁きを聞きつけ、「魂の収集＝生命の再生」という認識のもとで魔次元へ赴く。そのエンディングでは、何とかジェダは倒したものの、結局エミリーの復活は叶わなかった。そして、寂しさを募らせた末に彼女のために自らの電気エネルギーを全て放出し、彼女を再起動させて動かなくなり、エミリーは蘇るものの自らは死ぬという悲劇的結末を迎える。しかし、目を覚ましたエミリーの傍らに横たわるビクトルの表情は穏やかだったというメッセージが表示される。
全部で37のパーツを縫い合わせて作られたという設定どおり、筋肉質の逞しい体の至る所に縫い合わせた傷がある。また、側頭部には大きなボルトが取り付けられており、金髪のパイナップルのような髪型とあわせて、ビクトルのトレードマークになっている。服装は、右側の袖の無いジャケットに茶色のズボンと靴、指先の無いグローブを身に着けている。性格は温厚だが、知性に乏しく、単語を並べたような喋り方をし、勝利メッセージは全て平仮名で表記される。
ホームステージは、『ハンター』まではドイツの研究所。『セイヴァー』以降は固定のステージは無い。
名前はヴィクター・フランケンシュタインからで、モデルはフランケンシュタインの怪物。「ヴィクター」と「ビクトル」はアルファベット表記上では「Victor」で同名。

### ゲルデンハイム博士
ビクトルやエミリーの生みの親。「ビクトル・フォン・ゲルデンハイム」とは本来は博士自身の名前である。墓を掘り起こしては死体を集め、時には自らの手で殺人を犯してまでビクトルのパーツを集めていたマッドサイエンティスト。特定の技や、『ハンター』までのビクトルのホームステージに、幽霊として現れる。

### エミリー
ゲルデンハイム博士の娘と名乗る少女。正体はビクトル以前に博士が作ったプロトタイプの人造人間だが、彼女の風貌は普通の人間の少女と変わらず、本人は機能停止まで人造人間の自覚が無く生活していた。『セイヴァー』以降は、戦闘前デモや勝利ポーズの際に幽霊のような姿で現れる。

## ゲーム上の特徴
人造人間という特性を活かし、体の一部を肥大化させて攻撃する。また、動力源である電気を利用した攻撃も多い。特に、地上での中・強攻撃はボタンを押し続けることで放電し、ヒット効果が感電に変化するほか、飛び道具を掻き消したり、ガード上から体力を削る（『ハンター』以降）ことができるようになる。突進技と強力な投げ技を併せ持つが、緩慢な動作や、体躯に合わせた食らい判定の大きさ、飛び道具の不所持と言った弱点も顕著である。圧倒的に不利な組み合わせは無いものの、溜めキャラであること、前方ダッシュができない点など、スピード感溢れる『ヴァンパイア』のゲーム性に馴染めず、『ゲーメスト』のダイアグラムでは下位とされた。『ハンター』でも、特定条件下（EX必殺技「グレートゲルデンハイム」発動中）での前方ダッシュが追加されたが、突進技の削除などによる弱体化および、天敵アナカリスの強化、フォボスとパイロンの参戦によって、ダイアグラムはさらに下がり最下位となった。しかし、『セイヴァー』では大幅な変更が加えられ、前方ダッシュや特殊技、電撃チェーンコンボや通常攻撃の判定の強さで押して行けるようになった。強力な投げ技「メガスパイク」を決める機会も大幅に増え、上位のキャラクターとも腕次第では充分に渡り合える性能になっている。ダイアグラムは中の下。

## 技の解説

### 通常技
| 操作     | 立ち（近距離）       | 立ち（遠距離）     | しゃがみ           | 垂直ジャンプ           | 斜めジャンプ           |
| -------- | -------------------- | ------------------ | ------------------ | ---------------------- | ---------------------- |
| 弱パンチ | ジェントルファン     | ジェントルファン   | メガエルボー       | メガチョップ           | メガチョップ           |
| 中パンチ | ヘビーヒット         | ヘビーグリップ     | メガストラグル     | バンディットストライク | バンディットストライク |
| 強パンチ | ミリオンプレッシャー | ストロングアーム   | ギガンテスアッパー | アースシェイクナックル | ダブルメテオナックル   |
| 弱キック | ボトムフリック       | モンスタータップ   | メガエクササイズ   | メガフライ             | メガフライ             |
| 中キック | ボトムプレス         | モンスターレッグ   | メガスライド       | メガアクス             | メガアクス             |
| 強キック | ボトムスラム         | ビクトルクラッシュ | ビクトルハンマー   | ギガンテスフット       | ギガンテスフット       |

### 特殊技
電撃闘気
特定の通常攻撃（初代では強攻撃のみ、『ハンター』以降では中と強攻撃）を出す時にボタンを押しっぱなしにすると、手足の先端から放電して攻撃範囲が広がる。ヒット時には感電効果で硬直時間を延ばせるため、チェーンコンボを繋げやすく、ダウンさせた際の追い打ちも当てやすくなる。また、『ハンター』以降はガードした相手の体力を削ったり、電撃で飛び道具を掻き消すことも可能。反面、動作全体の隙が大きくなり、通常攻撃よりもダメージが減少するなどのデメリットもある。
厳密にはそれぞれ固有の名称を持っており、元の通常技の技名の先頭を、パンチは「サンダー」、キックは「ライトニング」に置き換えた名称になる。例として、近距離立ち強パンチの通常版が「ミリオンプレッシャー」なのに対し電撃版は「サンダープレッシャー」、遠距離立ち強キックの通常版は「ビクトルクラッシュ」で電撃版は「ライトニングクラッシュ」となる。
ミニマムステップ
『セイヴァー』から追加された特殊移動。若干低い軌道でジャンプし、前方に移動する。移動距離は決まっており、動作中は無防備。

### 投げ技
メガストラングル
掴んだ相手の体を何度も締め付ける。レバガチャで攻撃回数を増やすことができるが、相手側もレバガチャで抵抗することにより、攻撃回数を抑えることが可能。
ジョースラッガー
掴んだ相手に顎を何度も叩きつける。レバガチャで攻撃回数を増やせる点は「メガストラングル」と同じ。『セイヴァー』以降は相手がダウンするようになったため追い打ちを出せるが、当たるかどうかは相手の行動次第。
グラビトンナックル
「メガストラングル」か「ジョースラッガー」（厳密には各作品のパンチボタンで出す通常投げ。初代と『ハンター』では「ジョースラッガー」のみ、『セイヴァー』以降は「メガストラングル」も可）の1発目のダメージを与える動作を開始する前に、コマンドを入力すると発生する派生技。掴んだ相手を持ち上げ、その斜め前方に向かって飛び上がり、そのまま両手を振り下ろすようにして地面へ叩きつける。ダウン回避されたり、受身を取られる心配が無い点が長所。
ボトムフリップ
『セイヴァー』から追加された投げ技。相手を尻で掴んで放り投げる。
メガスルー
『ハンター』から追加された空中投げ。掴んだ後に一回転し、地面へ叩きつける。

### 必殺技
ギガバーン
斜め上に向かって飛び膝蹴りを放つ。弱中強により、飛び上がる際の角度が変化し、弱は低く短く、強は高く遠くまで飛ぶ。ヒット効果はダウン。攻撃の発生は早く、『ハンター』では空中ガード不可。『セイヴァー』でも、技の出掛かりは空中ガード不可となっている。弱か中であれば、ガードされても隙は小さく、ビクトルの技の中でもかなりの高性能を誇る。ガードキャンセルにも対応しており、全キャラクターのガードキャンセル技の中でも随一の性能。
ES版はヒット数が3に増え、強と同じ軌道で飛ぶ。やはり動作が高速で、通常、ESともに技後は追い打ちを狙える。
ギガハンマー
滑るように前方に移動しながら、電気を帯びたボディーブローを放つ。電撃で飛び道具を相殺することも可能。弱中強で移動距離が変化し、強の方が遠くまで移動する。ダッシュを始めた瞬間、胴体部分に無敵状態が生じる。空中ガードを無効化し、ヒット効果はダウン。
『セイヴァー』以降は後述の「メガフォーリッド」と入れ替わる形で削除された。ただし、プレイステーション版『セイヴァーEXエディション』でショートカット機能をONにして、セレクトを押しながらビクトルを選択すると隠し追加技として使用可能。この時の発動コマンドは変更されている。
ES版は、初代では斜め上に向かって拳を振り上げながら勢い良く突進していく。『ハンター』と『セイヴァーEXエディション』では、初代のスペシャル必殺技「ギガブルート」と同じ動作で、拳を振り上げる攻撃を3回繰り返しながら前方に移動する。通常時と同じく、突進時の無敵状態と空中ガード不可に加えて、空中連続ヒットの効果も付与される。ただし、3発目が当たった時点で相手の食らい判定は消滅する。『EXエディション』のD.F.パワーではEX必殺技「ギガブルート」と共に使用でき、どちらも動作はほぼ同じだが、体の発光の色とヒット時の効果音、威力、空中ガードの可否が異なる。
メガフォーリッド
『セイヴァー』以降、「ギガハンマー」の代わりに追加された必殺技。前進しながら頭を巨大化させてヘッドバットによる攻撃を繰り出す。弱中強で移動距離が変化し、強の方が遠くまで移動する。空中を飛んでいる相手に対して奇襲に使えなくもないが、空中ガードは可能で、ガードされると大きな隙が生じる。
ES版は移動距離が伸び、3ヒットする。
ギガバスター
蹴り版「ギガハンマー」。前方に滑るように移動しながらしゃがみ蹴りを放つ。弱中強で移動距離が変化し、強の方が遠くまで移動する。ダッシュを始めた瞬間、上段部分に無敵時間が生じる。ヒット効果はダウンで、空中ガード不可。初代のみ立ちガードも不可。『セイヴァー』のみ削除されており、『セイヴァー2』『ハンター2』では、復活して使用できる。
ES版は、初代では滑る蹴りを放った後にパンチで追撃するが、出した時の弱中強によって最後のパンチの形態が変化する（『クロニクル』の「ヴァンパイアタイプ」では、それぞれ弱+中が弱、弱+強が中、中+強が強に対応）。『ハンター』以降は「ハイギガバスター」のように斜め上に向かって飛び上がった後、中空で電気を帯びた蹴りを3回放つ。ES版「ギガハンマー」同様、空中連続ヒット効果が付くが、空中ガードが可能になる。
ハイギガバスター
初代のみの技。斜め上に向かって飛び上がり、足を巨大化させた蹴りを放つ。弱中強により、飛び上がる高さが変わり、強の方が高く飛ぶ。
ES版は蹴りの回数が増え、弱中強によって蹴る回数が2回、3回、4回に変化する。
ジャイロクラッシュ
回転しつつ、電気を帯びたダブルラリアットを放つ。弱は1回転、中は2回転、強は3回転し、ヒット数もそれに比例する。ヒット効果はのけぞり。初代のみ、回転した後に前方に踏み込んでパンチを放つ。
ES版は初代の性能に近いものになり、2回転した後に前方に踏み込んでパンチを放つ。このパンチを食らうと相手はダウンする。初代では、弱中強によって追撃のパンチの形態が変化する。
メガステイク
『セイヴァー』から追加された必殺技。上空に飛び上がり、腕を巨大化させて斜め下にパンチを繰り出す。この技は、倒れている相手に対しても追い打ちとしてヒットするが、通常時と同じダメージを与えられるわけではない（通常の攻撃判定が出る時間と、追い打ち攻撃として機能する攻撃判定の出る時間が存在し、攻撃力が異なる）。
ES版は3ヒットする。追い打ち攻撃用の判定が出る点は通常時と同じ。
メガショック
コマンド投げ。言うならば電気を帯びた「メガストラングル」。握るたびに相手が痺れる。ES版は存在しない。
メガスパイク
コマンド投げ。相手を膝蹴りで遥か画面上空まで打ち上げ、地面に落下して大きくバウンドしたところを両腕で叩きつける。『セイヴァー』での投げ間合いは『ハンター』よりも狭くなったが、その攻撃力は単体での必殺技の中では全キャラクター中トップクラスを誇る。
初代のみES版が存在するが、通常版より威力が上がるのみである。
ビクトルフィンガー
『ヴァンパイア』のシステムのダウン追撃技。飛び上がり、巨大化した両手の指で相手を押し潰す。他キャラクターと異なる特徴として、飛んでいく距離が一定であり、倒れている相手を捕捉する能力が無いという点がある。したがってこの技で追い打ちを決める場合、歩くなどして自分で間合いを調節する必要がある。
ES版は、指で2回押し潰した後、ジャンプ中キックのモーションで相手を蹴り付け、ヒット数が3に増える。

### EX必殺技（超必殺技）
サンダーブレイク
飛び上がり、電気を帯びた両手を激しく振り下ろす。着地すると、地面を這うように前後両方向に向かって電撃が流れる。振り下ろす両手と流れる電気双方に攻撃判定が存在する。拳は空中ガード不可で、飛び上がる途中から攻撃判定が出現するので、タイミングを計って出すことで対空技にもなる。この場合、拳1ヒット、電流2ヒットとで、合計3ヒットし、総ダメージ量も大きい。初代のみ、1ボタンで発動した場合は前方にのみ電撃が走り、3ボタン同時押しで発動した場合に前後両方向へ電撃が走る。
ギガブルート
初代でのスペシャル必殺技で、『ハンター2』『セイヴァー2』でEX必殺技として復活した。拳を振り上げる攻撃を3回繰り返しながら前方に移動する。『ハンター』ではES版「ギガハンマー」が同じ動作となっている。
グレートゲルデンハイム（グレートゲルデンハイムS）
『ハンター』から追加されたEX必殺技。『セイヴァー』のみ名前の最後に「S」がつき、ダークフォース扱いとなっている。博士の幽霊が憑依し、一定時間、パンチのモーションが全て相手を掴むモーションに変わる。相手を掴むことに成功すると、空中に飛び上がり、3回転しながら振り回した後、地面へ叩きつける。なお、博士が憑依するまでは全身無敵だが投げられ判定は残っている他、『ハンター』では投げ技、『ハンター2』『セイヴァー2』では相手の攻撃いずれかを食らうと技の効果が切れる。制限時間制のダークフォースである『セイヴァー』では相手の攻撃を喰らっても効果が切れることはないが、代わりに制限時間が減少する。
『ハンター』では、この技の発動中に限り前方ダッシュすることが可能になる。『セイヴァー』以降はデフォルトで前方ダッシュが可能だが、この技の発動中は移動速度や距離が少し伸びる。
『セイヴァー2』『ハンター2』でダークフォースパワー中に使用すると、空中での回転が高速になり、地面へ叩きつけた後に2回巨大化させた拳で殴りつける。なお、「グレートゲルデンハイム」とダークフォースの発動順はどちらでもよく（どちらを先に使用してもよい）、「ダークフォース発動中に掴み動作が成立する」ことで前述の強化版になる。
ゲルデンハイム3
『セイヴァー』から追加されたEX必殺技のコマンド投げ。サスカッチの「ビッグスレッジ」と同じく2回転コマンドの技で、尻で相手を掴んだ後、電気の幽霊の博士とエミリーが現れ、数回の電撃を食らわせ、相手を放り投げる。その後に挑発ポーズをとるため、技後の追い打ちは不可。途中で特定のコマンドを入力すると、技終了後の鼻に指を突っ込むモーションが尻ふりに変化する。追い打ちこそ不可能だが、その投げ間合いは、サスカッチの「ビッグスレッジ」に次ぐ広さであり、攻撃力は全キャラクター中で最高を誇る強力な投げ技。
グレートゲルデンハイムL
『セイヴァー』のダークフォース。『ハンター2』『セイヴァー2』には存在しない。電気の博士の霊が憑依し、立ち状態の通常技が全て近距離のものとなり、地上での中・強攻撃ボタンが全て電気を帯びるようになる。その代わり、帯電していない状態の中・強攻撃および遠距離立ち中パンチ・遠距離立ち強パンチを出すことができなくなる（立ち弱パンチは近遠共通なので影響なし）。また「-S」と同じくダッシュの移動速度や距離も少し伸びる。

## 特殊なダメージモーション
ミッドナイトブリス（デミトリ）
筋肉質の人間が女性化したような姿。デミトリは腰の部分をつかむ。
王家の裁き（アナカリス）
赤ん坊の格好をしたビクトル。
とが首さらし（ビシャモン）
上半身のみ。腸がはみ出ている。
サングェ＝パッサーレ（ジェダ）
頭部が膨れる。

## 登場作品
- ヴァンパイアシリーズ
  - ヴァンパイア
  - ヴァンパイア ハンター
  - ヴァンパイア セイヴァー
  - ヴァンパイア ハンター2
  - ヴァンパイア セイヴァー2
  - ヴァンパイア クロニクル ザ カオスタワー
  - ヴァンパイア ダークストーカーズコレクション
- 他社
  - SNK VS. CAPCOM 激突カードファイターズシリーズ

## 声優
ビクトル
- 徳丸完（全ゲーム作品）
- 神宮司弥生（『ヴァンパイア セイヴァー』〈ミッドナイトブリス時〉）
- 千葉一伸（ドラマCDおよびカセット ヴァンパイア ハンター『ヴァンパイア・ナイト 〜お笑い夜の祭典〜』、『ダークネスミッション〜特選バター醤油味〜』）

エミリー
- 吉住梢（『ヴァンパイア セイヴァー』以降）

## その他
- 4つのフレンドシップ（挑発）のうち、「鳩が頭から出る」と「小さい万国旗が鼻から出る」には攻撃判定があるが、どちらも攻撃力は1ダメージ。
- ビクトルの側頭部のボルトは電極の役割をしている。
- 『セイヴァー』と『セイヴァー2』での乱入キャラクターはリリスだが、業務用ではリリスが参戦していない『ハンター2』では代わりにガロンが乱入する。
- 漫画『ヴァンパイア 〜終末の使者 ビクトル〜』ではビクトルが主人公となっているが、設定がゲーム本編から大きく変更され、エミリーは修道院のシスター、ビクトルは発掘されたかつての破壊兵器となっている。